# 卫生宏
卫生宏（英語：hygienic macro），又称干净宏，是指其扩展保证不会导致意外捕获标识符的宏。Scheme、Dylan、Rust、Nim和Julia等编程语言都有这一特性。在引入卫生宏之前，Lisp社区有众所周知的意外捕获的问题。宏编写者会使用产生唯一标识符的语言特性（如gensym）或使用混淆的标识符来避免这一问题。卫生宏是对捕获问题的一种程序化解决方案，集成在宏扩展器本身中。「卫生」这一术语是在Kohlbecker等人1986年的论文中创造的，灵感来自数学中使用的术语。